# جون ادریوسولا
جون ادریوسولا (اسپانیایی: Jon Odriozola‎؛ زادهٔ ۲۶ دسامبر ۱۹۷۰) دوچرخه‌سوار اهل اسپانیا است. وی در مسابقات تور دو فرانس و جیرو دیتالیا شرکت کرده است.